# Lena Lessing
Lena Lessing (* 5. Oktober 1960 in Berlin) ist eine deutsche Schauspielerin, Regisseurin und Dozentin für Schauspiel.

## Leben
Lena Lessing absolvierte eine Schauspielausbildung am Actors Studio in New York City. Seitdem ist sie in verschiedenen Film- und Fernsehproduktionen zu sehen, darunter in der Rolle der Olga in der 1988 bis 1991 produzierten Filmreihe Die zweite Heimat – Chronik einer Jugend von Edgar Reitz oder auch in einer kleinen Nebenrolle in Der Vorleser. Als Schauspieltrainerin unterrichtete sie beispielsweise Nina Hoss und Dominique Horwitz und war Coach von Cate Blanchett. Des Weiteren war sie als Dialog-Coach an Filmsets aktiv, unter anderem bei Inglourious Basterds von Quentin Tarantino. Lessing dozierte an der Oxford School of Drama, am Actors Centre London und coacht regelmäßig in der Schweiz. Neben Deutsch spricht sie Englisch, Italienisch und Französisch. Sie lebt in Berlin.

## Filmografie (Auswahl)
Fernsehen
- 1991: Drei Damen vom Grill – Segel-Schein
- 1992: Das Glück liegt in Waikiki
- 1993: … und der Himmel steht still (The Innocent)
- 1994: Wolffs Revier – Ein Mann am Zug
- 1995: Im Namen des Gesetzes – Kurzschluss
- 1997: Küstenwache (Pilotfilm)
- 1997: 1999: Küstenwache (15 Folgen)
- 1998: Polizeiruf 110 – Rot ist eine schöne Farbe
- 1999: Zwei Männer am Herd
- 2000: Tatort – Chaos
- 2001: Romeo
- 2002: Die Anstalt – Zurück ins Leben
- 2002: Tausche Firma gegen Haushalt
- 2002: Il Papa Buono – Giovanni XXIII
- 2003: Abschnitt 40 – Seelenfrieden
- 2012: Eine Frau, die sich traut (TV)
- 2014: Dating Daisy (TV)
- 2015: Tatort – Das Muli
- 2018: Soko Wismar (TV)
- 2020: Wilder (CH - TV)

Film
- 1990: Buster’s Bedroom/Rebecca Horn
- 1992: Die zweite Heimat – Chronik einer Jugend / (13 Folgen) Edgar Reitz
- 1993: Krücke
- 1999: Und keiner weint mir nach
- 2000: Das Mädchen aus der Fremde
- 2002: Spy Sorge
- 2005: Neun Szenen / Dietrich Brüggemann
- 2008: Der Vorleser (The Reader)
- 2009: Sight (Kurzfilm)
- 2009: Schachmatt (Kurzfilm)
- 2012: Tutti giù - Im Freien Fall / N. Castelli
- 2012: Eine Frau, die sich traut / M. Rensing
- 2013: Tre Tocchi / Marco Risi
- 2014: Die Katze / Mascha Schilinski (Kurzfilm)
- 2014: Jesus in Brandenburg / Dietrich Brüggemann

## Theater
Gastvertrag am Hebbel-Theater Berlin
- 1991: Dr. Faust – Light the Lights

Regie
- 2006: The Good Doctor / Studio
- 2006: Frühlingserwachen / Studio
- 2007: Kasimir and Karoline / London / Oxford
- 2007: Closer / Studio
- 2008: Der Menschenfeind / Studio
- 2008: Miss Perky / Studio
- 2009: Der Bär / Potsdam
- 2010: Gefährliche Liebschaften / Potsdam
- 2014: Das doppelte Lottchen / Bern
- 2014: 300 Grammi di Cuore / Lugano
- 2015: David Copperfield / Bern
- 2015: Findlinge / Bern
- 2015: La Voce Umana / Lugano
- 2018: I Giganti della Montagna / A. Robustelli (auf Italienisch)

## Dialog-Coach
- 2003: Anatomie 2 von Stefan Ruzowitzky
- 2010: Cate Blanchett in "Hanna" von Joe Wright
- 2010: "Xmen – First Class" von Matthew Vaughn (Michael Fassbender, Bil Milner)
- 2010: "Hotel Lux" von Leander Haußmann (Thekla Reuten)
- 2012: Hszpianka von Lukasz Barzyk  (Crispin Glover)
- 2013: The Missionary von Charles Randolph (Saskia Rosendahl)
- 2015: The Kings Choice von Erik Poppe